# 常緑樹林
常緑樹林（じょうりょくじゅりん、英語: evergreen forest）とは、年間を通して葉をつける木、すなわち常緑樹からなる森林を指す。常緑広葉樹林と常緑針葉樹林がある。
常緑樹林は、樹木が密に並んだ植生で、構成樹種の多くが年間を通じて葉を維持しているものを指す。多少の落葉樹が混じるのは、特に珍しいことではない。樹木は、乾期や冬といった葉の維持が困難な時期に葉を維持することで新しい葉を作るコストを省くことと、一旦は葉を捨てて、好適な時期にあらためて葉を生産することを、両天秤にかけていると見ることができる。したがって、常緑樹林は、このような不利な時期が短く、さほどつらくない条件下で成立する。
- 常緑広葉樹林

熱帯の熱帯雨林から、温帯でも暖かい地域の照葉樹林や硬葉樹林までを含む。いずれも、冬にそれほど寒くならず、年間を通して一定の降水量があることが必要である。熱帯で乾期が厳しくなれば雨緑林となり、温帯でより寒さの厳しい地域では落葉広葉樹林になる。
- 常緑針葉樹林

落葉広葉樹林よりさらに寒さの厳しい条件で出現する。一般に針葉樹は、広葉樹より、より小さく厚い葉をもつために、より耐寒性に優れていると考えられる。そのため、広葉樹が充分成長できない条件でも、一定の成長を維持し、針葉樹林ができるものと考えられる。常緑針葉樹林は日本ではブナ林より高いところ、または北に出現し、本州中部では標高1500mくらいから上に、平地では北海道北部くらいから出現すると言われる。世界的には、シベリアのタイガとよばれる地域が、大きく広がった常緑針葉樹林として有名である。しかし、最近はこの地域も環境悪化が懸念されている。
常緑針葉樹林よりも寒い地域では、落葉針葉樹林が成立するが、その面積は小さく、それより寒い地域では森林そのものが成立しなくなる。いわゆる森林限界である。